# Пам'ятки Макіївки
У місті Макіївка Донецької області на обліку перебуває 93 пам'ятки історії та 1 пам'ятка монументального мистецтва. З них — 3 пам'ятники В. І. Леніну , 35 братських могил радянських воїнів, 32 могили воїнів-афганців і жодної — українському діячеві.

## Пам'ятки історії
| № пп | Охорон. номер | Найменування пам'ятки                                                                               | Місцезнаходження пам'ятки                                                   | Рік встановлення                       | Автор                                                    | Рішення                                                   |
| ---- | ------------- | --------------------------------------------------------------------------------------------------- | --------------------------------------------------------------------------- | -------------------------------------- | -------------------------------------------------------- | --------------------------------------------------------- |
| 1.   | 508           | Братська могила радянських воїнів Південного фронту.                                                | Гірницький р-н, пр-т генерала Данилова.                                     | 1949 р.                                | -                                                        | 17.12.1969 р. № 724                                       |
| 2.   | 2076          | Пам'ятний знак на місці розстрілу мирних громадян.                                                  | Гірницький р-н, вул. Кірова, біля стадіону «Шахтар».                        | 1983 р.                                | -                                                        | 10.11.1984 р. № 663р                                      |
| 3.   | 507           | Братська могила радянських воїнів Південного фронту.                                                | Гірницький р-н, вул. Кірова, 73.                                            | 1949 р. рек. 1965 р.                   | -                                                        | 17.12.1969 р. № 724                                       |
| 4.   | 505           | Братська могила радянських воїнів Південного фронту.                                                | Гірницький р-н, вул. Магістральна.                                          | 1947 р. рек. 1965 р., 1990 р.          | -                                                        | 17.12.1969 р. № 724                                       |
| 5.   | 3162          | Могила Татькова Юрія Миколайовича, воїна-афганця.                                                   | Гірницький р-н, вул. Магістральна, цвинтар «Козачий».                       | 1981 р.                                | -                                                        | 14.07.1993 р. № 419                                       |
| 6.   | 3158          | Могила Томілка Олександра Миколайовича, воїна-афганця.                                              | Гірницький р-н, вул. Магістральна, цвинтар «Козачий».                       | 1982 р.                                | -                                                        | 14.07.1993 р. № 419                                       |
| 7.   | 509           | Братська могила радянських воїнів Південного фронту.                                                | Гірницький р-н, вул. Новостроївська, 17.                                    | 1950 р.                                | -                                                        | 17.12.1969 р. № 724                                       |
| 8.   | 1896          | Братська могила радянських військовополонених.                                                      | Гірницький р-н, вул. Панченка.                                              | 1965 р. рек. 1974 р.                   | -                                                        | 19.04.1983 р. № 280р                                      |
| 9.   | 3159          | Могила Пономаренка Євгена Олександровича, воїна-афганця.                                            | Гірницький р-н, с-ще Пролетарський, цвинтар.                                | 1985 р.                                | -                                                        | 14.07.1993 р. № 419                                       |
| 10.  | 504           | Братська могила радянських воїнів Південного фронту.                                                | Гірницький р-н, вул. Рєпіна, 11.                                            | 1956 р.                                | -                                                        | 17.12.1969 р. № 724                                       |
| 11.  | 3160          | Могила Зубченка Ігоря Вікторовича, воїна-афганця.                                                   | Гірницький р-н, с-ще шахти ім. Леніна, цвинтар.                             | 1982 р.                                | -                                                        | 14.07.1993 р. № 419                                       |
| 12.  | 3157          | Могила Білика Віктора Петровича, воїна-афганця.                                                     | Гірницький р-н, с-ще шахти № 29, цвинтар.                                   | 1982 р.                                | -                                                        | 14.07.1993 р. № 419                                       |
| 13.  | 484           | Братська могила радянських воїнів Південного фронту.                                                | Гірницький р-н, Грузько-Зорянська сел./р, смт Грузько-Зорянське.            | 1965 р.                                | -                                                        | 17.12.1969 р. № 724                                       |
| 14.  | 478           | Братська могила радянських воїнів Південного фронту.                                                | Гірницький р-н, Грузько-Зорянська сел./р, смт Високе.                       | 1962 р.                                | -                                                        | 17.12.1969 р. № 724                                       |
| 15.  | 477           | Братська могила радянських воїнів Південного фронту.                                                | Гірницький р-н, Грузько-Зорянська сел./р, смт Грузько-Ломівка, ЗОШ № 78.    | 1952 р.                                | -                                                        | 13.10.1971 р. № 25                                        |
| 16.  | 487           | Братська могила радянських воїнів Південного фронту.                                                | Гірницький р-н, Грузько-Зорянська сел./р, смт Грузько-Ломівка, вул. Садова. | 1962 р. рек. 1992 р.                   | -                                                        | 13.10.1971 р. № 25                                        |
| 17.  | 3161          | Могила Свиридова Валерія Михайловича, воїна-афганця.                                                | Гірницький р-н, Грузько-Зорянська сел./р, смт Межове, цвинтар.              | 1984 р.                                | -                                                        | 14.07.1993 р. № 419                                       |
| 18.  | 488           | Братська могила радянських воїнів Південного фронту.                                                | Гірницький р-н, Пролетарська сел./р, смт Пролетарське.                      | 1956 р.                                | -                                                        | 5.09.1973 р. № 18                                         |
| 19.  | 1898          | Пам'ятник воїнам-заводчанам (металургам заводу ім. Кірова).                                         | Кіровський р-н, пл. Кірова.                                                 | 1977 р.                                | Автор: Савков А. Р.                                      | 19.04.1983 р. № 280р                                      |
| 20.  | 3177          | Могила Азарова І. І.                                                                                | Кіровський р-н, вул. Магістральна, цвинтар «Козачий».                       | 1984 р.                                | -                                                        | 14.07.1993 р. № 419                                       |
| 21.  | 3178          | Могила Москаленка С. М, воїна-афганця.                                                              | Кіровський р-н, вул. Магістральна, цвинтар «Козачий».                       | 1983 р.                                | -                                                        | 14.07.1993 р. № 419                                       |
| 22.  | 3166          | Могила Нянька В. І. воїна-афганця.                                                                  | Кіровський р-н, вул. Магістральна, цвинтар «Козачий».                       | 1981 р.                                | -                                                        | 14.07.1993 р. № 419                                       |
| 23.  | 3176          | Могила Симороза Є. О, воїна-афганця.                                                                | Кіровський р-н, вул. Магістральна, цвинтар «Козачий».                       | 1987 р.                                | -                                                        | 14.07.1993 р. № 419                                       |
| 24.  | 3167          | Могила Цвіткова Л. А, воїна-афганця.                                                                | Кіровський р-н, вул. Магістральна, цвинтар «Козачий».                       | 1981 р.                                | -                                                        | 14.07.1993 р. № 419                                       |
| 25.  | 3163          | Могила Шістки В.М, воїна-афганця.                                                                   | Кіровський р-н, вул. Магістральна, цвинтар «Козачий».                       | 1980 р.                                | -                                                        | 14.07.1993 р. № 419                                       |
| 26.  | 501           | Братська могила радянських воїнів Південного фронту.                                                | Кіровський р-н, вул. Маяковського, 41.                                      | 1953 р.                                | -                                                        | 5.09.1973 р. № 18                                         |
| 27.  | 502           | Могила невідомого воїна.                                                                            | Кіровський р-н, вул. Семашка, 2.                                            | 1950 р.                                | -                                                        | 17.12.1969 р. № 724                                       |
| 28.  | 499           | Братська могила радянських воїнів Південного фронту.                                                | Кіровський р-н, вул. Трамвайна, 38.                                         | 1949 р.                                | -                                                        | 17.12.1969 р. № 724                                       |
| 29.  | 494           | Пам'ятник воїнам-визволителям міста.                                                                | Кіровський р-н, вул. Трамвайна, 38.                                         | 1984 р.                                | -                                                        | 25.04.2003 р. № 418 Постанова Колегії Управління культури |
| 30.  | 500           | Братська могила радянських воїнів Південного фронту.                                                | Кіровський р-н, Ясинівська сел./р, смт Ясинівка.                            | 1955 р.                                | -                                                        | 17.12.1969 р. № 724                                       |
| 31.  | 3164          | Могила Баранова О.А, воїна-афганця.                                                                 | Кіровський р-н, Ясинівська сел./р, смт Ясинівка, цвинтар.                   | 1986 р.                                | -                                                        | 14.07.1993 р. № 419                                       |
| 32.  | 3182          | Могила Табашевського В. М, воїна-афганця.                                                           | Кіровський р-н, Ясинівська сел./р, смт Ясинівка, цвинтар.                   | 1984 р.                                | -                                                        | 14.07.1993 р. № 419                                       |
| 33.  | 3165          | Могила Халізєва В. П, воїна-афганця.                                                                | Кіровський р-н, Ясинівська сел./р, смт Ясинівка, цвинтар.                   | 1982 р.                                | -                                                        | 14.07.1993 р. № 419                                       |
| 34.  | 473           | Могила невідомого червоноармійця, який загинув у бою із денікінцями.                                | Кіровський р-н, Ясинівська сел./р, смт Землянки.                            | 1922 р. рек. 1972 р., 1985 р.          | -                                                        | 13.10.1971 р. № 25                                        |
| 35.  | 485           | Братська могила радянських воїнів Південного фронту.                                                | Радянський р-н, вул. 8 Березня, 23.                                         | 1965 р.                                | -                                                        | 17.12.1969 р. № 724                                       |
| 36.  | 482           | Братська могила радянських воїнів Південного фронту.                                                | Радянський р-н, вул. Гаврилова, 4.                                          | 1965 р. рек. 1975 р.                   | -                                                        | 17.12.1969 р. № 724                                       |
| 37.  | 476           | Братська могила радянських воїнів Південного фронту.                                                | Радянський р-н, вул. Калініна, 17.                                          | 1965 р., рек. 1995 р.                  | -                                                        | 17.12.1969 р. № 724                                       |
| 38.  | 3173          | Могила Жукова Ю.В, воїна-афганця.                                                                   | Радянський р-н, с-ще ім. Кірова, цвинтар.                                   | 1982 р.                                | -                                                        | 14.07.1993 р. № 419                                       |
| 39.  | 3172          | Могила Найди Ю.П, воїна-афганця.                                                                    | Радянський р-н, с-ще ім. Кірова, цвинтар.                                   | 1984 р.                                | -                                                        | 14.07.1993 р. № 419                                       |
| 40.  | 489           | Братська могила радянських воїнів Південного фронту.                                                | Радянський р-н, вул. Паризької Комуни.                                      | 1947 р. рек. 1975 р.                   | -                                                        | 17.12.1969 р. № 724                                       |
| 41.  | 475           | Братська могила радянських воїнів Південного фронту.                                                | Радянський р-н, вул. Радянська, 4.                                          | 1965 р. рек. 1975 р.                   | -                                                        | 17.12.1969 р. № 724                                       |
| 42.  | 483           | Братська могила радянських військовополонених.                                                      | Радянський р-н, вул. 40-річчя Жовтня.                                       | 1965 р.                                | -                                                        | 19.04.1983 р. № 280р                                      |
| 43.  | 481           | Братська могила радянських воїнів Південного фронту.                                                | Радянський р-н, вул. Фурманова, 3.                                          | 1965 р.                                | -                                                        | 17.12.1969 р. № 724                                       |
| 44.  | 3175          | Могила Хадеєва Ф. М, воїна-афганця.                                                                 | Радянський р-н, с-ще Ханжонкове, татарський цвинтар.                        | 1986 р.                                | -                                                        | 14.07.1993 р. № 419                                       |
| 45.  | 480           | Братська могила радянських воїнів Південного фронту.                                                | Радянський р-н, Верхньокринська с/р, с. Верхня Кринка.                      | 1953 р. рек. 1975 р.                   | -                                                        | 17.12.1969 р. № 724                                       |
| 46.  | 479           | Братська могила радянських воїнів Південного фронту.                                                | Радянський р-н, Криничаннська сел./р, смт Кринична.                         | 1965 р.                                | -                                                        | 17.12.1969 р. № 724                                       |
| 47.  | 3171          | Могила Іська С.П, воїна-афганця.                                                                    | Радянський р-н, Криничаннська сел./р, смт Кринична, цвинтар, сх. част.      | 1985 р.                                | -                                                        | 14.07.1993 р. № 419                                       |
| 48.  | 486           | Братська могила радянських воїнів Південного фронту.                                                | Радянський р-н, Нижньокринська сел./р, смт Нижня Кринка.                    | 1956 р., рек. 1985 р.                  | -                                                        | 17.12.1969 р. № 724                                       |
| 49.  | 474           | Братська могила червоногвардійців.                                                                  | Радянський р-н, Нижньокринська сел./р, смт Нижня Кринка.                    | 1967 р.                                | -                                                        | 17.12.1969 р. № 724                                       |
| 50.  | 3168          | Могила Горелікова Ю. А, воїна-афганця.                                                              | Радянський р-н, Нижньокринська сел./р, смт Нижня Кринка, цвинтар.           | 1987 р.                                | -                                                        | 14.07.1993 р. № 419                                       |
| 51.  | 3169          | Могила Звягінцева В.О, воїна-афганця.                                                               | Радянський р-н, Нижньокринська сел./р, смт Нижня Кринка, цвинтар.           | 1985 р.                                | -                                                        | 14.07.1993 р. № 419                                       |
| 52.  | 3170          | Могила Максименка Г. В, воїна-афганця.                                                              | Радянський р-н, Нижньокринська сел./р, смт Нижня Кринка, цвинтар.           | 1987 р.                                | -                                                        | 14.07.1993 р. № 419                                       |
| 53.  | 3174          | Могила Черенкова С. Г, воїна-афганця.                                                               | Радянський р-н, Нижньокринська сел./р, смт Велике Оріхове, цвинтар.         | 1983 р.                                | -                                                        | 14.07.1993 р. № 419                                       |
| 54.  | 512           | Пам'ятник робітникам міліції.                                                                       | Центрально-Міський р-н, вул. Дзержинського, 23.                             | 1974 р.                                | -                                                        | 21.06.2000 р. № 376                                       |
| 55.  | 506           | Братська могила радянських воїнів Південного фронту.                                                | Центрально-Міський р-н, вул. Дніпродзержинська, 41.                         | 1963 р. рек. 1975 р.                   | -                                                        | 17.12.1969 р. № 724                                       |
| 56.  | 490           | Пам'ятник загиблим воїнам-інтернаціоналістам.                                                       | Центрально-Міський р-н, вул. 250-річчя Донбасу, 7.                          | 1996 р.                                | -                                                        | 25.04.2003 р. № 418                                       |
| 57.  | 3286          | Пам'ятник Славському Ю. П, — тричі Герою Соціалістичної Праці.                                      | Центрально-Міський р-н, перехрестя вул. Донецької і вул. 250-річчя Донбасу. | 1988 р.                                | Скульптор: Бондаренко П. І. Архітектор: Гажевський Ф. М. | 14.07.1993 р. № 419                                       |
| 58.  | 2077          | Пам'ятник Купустіну Г. Г., російському рудознавцю.                                                  | Центрально-Міський р-н, сквер ім. Капустіна.                                | 1983 р.                                | Скульптор: Седаль Ю. І. Архітектор: Тішкін В. І.         | 10.11.1984 р. № 663р                                      |
| 59.  | 3179          | Могила Горбачова М., воїна-афганця.                                                                 | Центрально-Міський р-н, с-ще Красна Горка, цвинтар.                         | 1981 р.                                | -                                                        | 14.07.1993 р. № 419                                       |
| 60.  | 3181          | Могила Вареника Б. Й, воїна-афганця.                                                                | Центрально-Міський р-н, с-ще Красна Горка, цвинтар.                         | 1985 р.                                | -                                                        | 14.07.1993 р. № 419                                       |
| 61.  | 3184          | Могила Гаряги С. В, воїна-афганця.                                                                  | Центрально-Міський р-н, с-ще Красна Горка, цвинтар.                         | 1983 р.                                | -                                                        | 14.07.1993 р. № 419                                       |
| 62.  | 3180          | Могила Зуєва В. В, воїна-афганця.                                                                   | Центрально-Міський р-н, с-ще Красна Горка, цвинтар.                         | 1985 р.                                | -                                                        | 14.07.1993 р. № 419                                       |
| 63.  | 3183          | Могила Котова А.О, воїна-афганця.                                                                   | Центрально-Міський р-н, с-ще Красна Горка, цвинтар.                         | 1987 р.                                | -                                                        | 14.07.1993 р. № 419                                       |
| 64.  | 3185          | Могила Мороза О.О, воїна-афганця.                                                                   | Центрально-Міський р-н, с-ще Красна Горка, цвинтар.                         | 1982 р.                                | -                                                        | 14.07.1993 р. № 419                                       |
| 65.  | 525           | Пам'ятник В. І. Леніну .                                                                            | Центрально-Міський р-н, пл. ім. Леніна.                                     | 1970 р.                                | -                                                        | 13.10.1971 р. № 481                                       |
| 66.  | 1093          | Група могил: могили борців за Радянську владу (3); могили радянських воїнів Південного фронту (11). | Центрально-Міський р-н, пр. Леніна.                                         | 1944 р. рек. 1957 р.                   | -                                                        | 17.12.1969 р. № 724                                       |
| 67.  | 1899          | Пам'ятник воїнам-визволителям.                                                                      | Центрально-Міський р-н, пр. Леніна.                                         | 1973 р.                                | -                                                        | 19.04.1983 р. № 280р                                      |
| 68.  | 1902          | Пам'ятник металургу Грибініченку В.                                                                 | Центрально-Міський р-н, пр. Леніна.                                         | 1972 р.                                | Скульптор: Гонтар С. О.                                  | 19.04.1983 р. № 280р                                      |
| 69.  | 498           | Братська могила радянських воїнів Південного фронту.                                                | Центрально-Міський р-н, пр. Леніна, 56.                                     | 1960 р. рек 1975 р.                    | -                                                        | 17.12.1969 р. № 724                                       |
| 70.  | 511           | Братська могила радянських воїнів Південного фронту.                                                | Центрально-Міський р-н, пр. Мендєлєєва, 47.                                 | 1946 р. рек. 1965 р.                   | -                                                        | 17.12.1969 р. № 724                                       |
| 71.  | 1897          | Пам'ятник жертвам фашизму.                                                                          | Центрально-Міський р-н, вул. Панченка.                                      | 1974 р.                                | Скульптор: Ясиненко М. В. Архітектор: Каган Т            | 19.04.1983 р. № 280р                                      |
| 72.  | 510           | Братська могила радянських воїнів Південного фронту.                                                | Центрально-Міський р-н, вул. Панченка, 13.                                  | 1953 р. рек. 1975 р.                   | -                                                        | 17.12.1969 р. № 724                                       |
| 73.  | 519           | Пам'ятник на честь подвига шахтарів м. Макіївки                                                     | Центрально-Міський р-н, Перехрестя пр. 250-річчя Донбасу і вул. Московської | 24 серпня 2003 р.                      | Скульптор Піскун В. Ф.                                   | Постанова Колегії Упр. Культури № 5 від 18.3.2005 р       |
| 74.  | 3188          | Могила Четверика Олександра Миколайовича, воїна-афганця.                                            | Червоногвардійський р-н.                                                    |                                        | -                                                        | 14.07.1993 р. № 419                                       |
| 75.  | 496           | Братська могила радянських воїнів Південного фронту.                                                | Червоногвардійський р-н, вул. Антропова.                                    | 1953 р.                                | -                                                        | 17.12.1969 р. № 724                                       |
| 76.  | 492           | Братська могила радянських воїнів Південного фронту.                                                | Червоногвардійський р-н, вул. Геологічна.                                   | 1953 р. рек. 1967 р.                   | -                                                        | 17.12.1969 р. № 724                                       |
| 77.  | 493           | Братська могила радянських воїнів Південного фронту.                                                | Червоногвардійський р-н, вул. Геологічна.                                   | 1967 р. рек. 1974 р.                   | -                                                        | 5.09.1973 р. № 18                                         |
| 78.  | 472           | Братська могила червоногвардійців.                                                                  | Червоногвардійський р-н, вул. Геологічна.                                   | 1922 р. рек. 1967 р.                   | -                                                        | 5.09.1973 р. № 18                                         |
| 79.  | 521           | Могила Скріпкіна Юрія Михайловича, воїна-афганця.                                                   | Червоногвардійський р-н, Григорівський цвинтар.                             | 1983 р.                                | -                                                        | 14.07.1993 р. № 419                                       |
| 80.  | 3186          | Могила Данильцева Сергія Сергійовича, воїна-афганця.                                                | Червоногвардійський р-н, с-ще ім. Крупської, цвинтар.                       | 1984 р.                                | -                                                        | 14.07.1993 р. № 419                                       |
| 81.  | 495           | Братська могила радянських воїнів Південного фронту.                                                | Червоногвардійський р-н, пр. Макіївський, 61.                               | 1960 р.                                | -                                                        | 17.12.1969 р. № 724                                       |
| 82.  | 515           | Братська могила радянських воїнів Південного фронту і пам'ятник землякам.                           | Червоногвардійський р-н, вул. Стадіонна.                                    | 1961 р. рек. 1965 р., 1975 р., 1978 р. | -                                                        | 17.12.1969 р. № 724                                       |
| 83.  | 497           | Братська могила радянських воїнів Південного фронту.                                                | Червоногвардійський р-н, вул. Туполева, 74.                                 | 1958 р.                                | -                                                        | 17.12.1969 р. № 724                                       |
| 84.  | 491           | Братська могила радянських воїнів Південного фронту і пам'ятник землякам-шахтарям.                  | Червоногвардійський р-н, вул. Тухачевського, 5.                             | 1965 р. рек. 1970 р.                   | -                                                        | 17.12.1969 р. № 724                                       |
| 85.  | 3187          | Могила Сєнькіна Андрія Івановича, воїна-афганця.                                                    | Червоногвардійський р-н, Нижньокринська сел./р, смт Лісне, цвинтар.         | 1987 р.                                | -                                                        | 14.07.1993 р. № 419                                       |
| 86.  | 523           | Пам'ятник Леніну В. І.                                                                              | Кіровський р-н, бульвар 8 Вересня, 10.                                      | 1960 р.                                | -                                                        | 17.12.1969 р. № 724                                       |
| 87.  | 527           | Пам'ятник Кірову С. М.                                                                              | Кіровський р-н, вул. Жданова, 31.                                           | 1954 р.                                | -                                                        | 17.12.1969 р. № 724                                       |
| 88.  | 1740          | Пам'ятник Леніну В. І.                                                                              | М. Маківка, Кіровський р-н, вул. Кірова.                                    | 1944 р.                                | -                                                        | 13.10.1971 р. № 481                                       |
| 89.  | 514           | Пам'ятник воїнам — землякам — вчителям та учням                                                     | Кіровський р-н, вул. Трамвайна                                              | 1965 р.                                | -                                                        | 17.12.1969 р. № 724                                       |
| 90.  | 517           | Пам'ятник на честь 20-річчя перемоги у Великій Вітчизняній війні                                    | Червоногвардійський р-н, вул. Чернігівська, 14.                             | 1965 р.                                | -                                                        | 17.12.1969 р. № 724                                       |
| 91.  | 1900          | Пам'ятник воїнам — землякам — вчителям та учням ЗОШ № 48                                            | Кіровський р-н, Ясинівська сел./р, смт Землянки.                            | 1968 р.                                | -                                                        | 19.04.1983 р. № 280р                                      |
| 92.  | 513           | Пам'ятник червоногвардійцям і воїнам односельчанам                                                  | Радянський р-н, Нижньокринська сел./р, смт Нижня Кринка.                    | 1967 р.                                | -                                                        | 17.12.1969 р. № 724                                       |
| 93.  | 516           | Пам'ятник воїнам — землякам                                                                         | Червоногвардійський р-н, Нижньокринська сел./р, смт Нижня Кринка.           | 1965 р                                 | -                                                        | 19.04.1983 р. № 280р                                      |
|      |               | |                                                                             |                                        |                                                          |                                                           |

## Пам'ятки монументального мистецтва
| № пп | Охорон. номер | Найменування пам'ятки  | Місцезнаходження пам'ятки       | Рік встановлення | Автор                            | Рішення |
| ---- | ------------- | ---------------------- | ------------------------------- | ---------------- | -------------------------------- | ------- |
| 1.   | 126           | Пам'ятник Кірову С. М. | Кіровський р-н, пл.. ім. Кірова | 1959 р.          | Скульптори: Брацлавський Страхов |         |
|      |               |                        |                                 |                  |                                  |         |